# 7918 Berrilli
7918 Berrilli eller 1981 EJ22 är en asteroid i huvudbältet som upptäcktes den 2 mars 1981 av den amerikanska astronomen Schelte J. Bus vid Siding Spring-observatoriet. Den är uppkallad efter Francesco Berrilli.